# Podróż apostolska Benedykta XVI do Niemiec (2005)
I Podróż apostolska Benedykta XVI do Niemiec odbyła się w dniach 16–21 sierpnia 2005. Podróż Benedykta XVI do Niemiec obejmowała jedno miasta:Kolonia. 
Celem podróży było w szczególności spotkanie z młodzieżą katolicką z całego świata, podczas 20. Światowych Dni Młodzieży w Kolonii.
Benedykt XVI był drugim papieżem odwiedzającym Niemcy: wcześniej trzy razy ojczyznę Benedykta XVI odwiedził jego bezpośredni poprzednik Jan Paweł II (1980, 1987 i 1996).
Była to czwarta wizyta urzędującej głowy Kościoła rzymskokatolickiego w Niemczech i pierwsza Benedykta XVI.